# Matthias Heinrich
Matthias Heinrich, né le 26 juin 1954 à Berlin, est un prélat catholique allemand, évêque auxiliaire de Berlin depuis le 18 février 2009.

## Biographie
Après des études en philosophie et en théologie à la Faculté de théologie de Paderborn (de). Matthias Heinrich est ordonné diacre le 22 novembre 1980, puis prêtre le 20 juin 1981, par Joachim Meisner.
Il devient alors aumônier de l'église Saint-Boniface, à Berlin-Kreuzberg, puis est nommé vicaire en 1984. Il travaille également comme pasteur de la jeunesse dans la partie occidentale de l'archidiocèse de Berlin et comme responsable de la pastorale des vocations. En 1985, il devient recteur du séminaire de Berlin (de).
En 1989, le père Heinrich étudie le droit canon à l'Université pontificale grégorienne et obtient son doctorat en 1998. Pendant son séjour à Rome, le P. Heinrich est également vice-recteur du Collegio Teutonico di Santa Maria dell’Anima. Après son retour à Berlin, en 1998, il est nommé ordinaire. De 2003 à 2012, il sert comme vicaire épiscopal. En 2004, il est nommé chanoine du Chapitre métropolitain de la cathédrale Sainte-Edwige de Berlin.
Le 18 février 2009, le pape Benoît XVI le nomme évêque titulaire de Thibaris (de) et évêque auxiliaire de Berlin. Il est alors consacré le 19 avril par Georg Sterzinsky en la cathédrale Sainte-Edwige. Ses co-consécrateurs sont Joachim Meisner et Wolfgang Weider. À l'occasion de sa nomination, Matthias Heinrich choisit comme devise « Illum oportet crescere » (« Il faut qu'il croisse »), issue de l'Évangile de Jean (Jn 3,30 UE).
Le 28 février 2011, il est élu administrateur diocésain de l'archidiocèse de Berlin. Il exerce ainsi cette charge depuis le 1er mars 2012.